# Дрождій
Дрождій (рум. Drojdii) — село у повіті Муреш в Румунії. Входить до складу комуни Берень.
Село розташоване на відстані 253 км на північ від Бухареста, 22 км на схід від Тиргу-Муреша, 99 км на схід від Клуж-Напоки, 114 км на північний захід від Брашова.

## Населення
За даними перепису населення 2002 року у селі проживали 143 особи.
Національний склад населення села:
| Національність | Кількість осіб | Відсоток |
| -------------- | -------------- | -------- |
| угорці         | 124            | 86,7%    |
| румуни         | 19             | 13,3%    |

Рідною мовою назвали:
| Мова      | Кількість осіб | Відсоток |
| --------- | -------------- | -------- |
| угорська  | 124            | 86,7%    |
| румунська | 19             | 13,3%    |